# Eggegrund-Gråsjälsbådans naturvårdsområde
Eggegrund-Gråsjälsbådans naturvårdsområde är ett naturvårdsområde (sedan 1999 likställt med naturreservat) i Gävle kommun i Gävleborgs län.
Reservatet består av de två öarna Eggegrund och Gråsjälsbådan. Tillsammans med omgivande hav utgör området 714 hektar. Öarna utgör 40 hektar. Reservatet bildades 1995 och är beläget 10 sjömil ostnordost om Gävle och utgör länets utpost i öster.

Mellan de båda nämnda öarna ligger en mindre ö, Skälstenarna. Det är en blockig moränö med en stor koloni av gråtrut och silltrut.
Området består av hav, klappersten, ängsmark, buskmark och skog. Eggegrund har ett rikt fågelliv både av häckande och rastande fåglar. Där kan ses silvertärna, roskarl och tobisgrissla. Vegetationen präglas av förekomsten av kalksten. Den västra ön, Gråsjälsbådan, skiljer sig såtillvida att den centrala delen är bevuxen av grov, gammal och högstammig granskog. Där växer blåhallon och svarta vinbär.
Området ingår i EU:s ekologiska nätverk av skyddade områden, Natura 2000.

## Källor

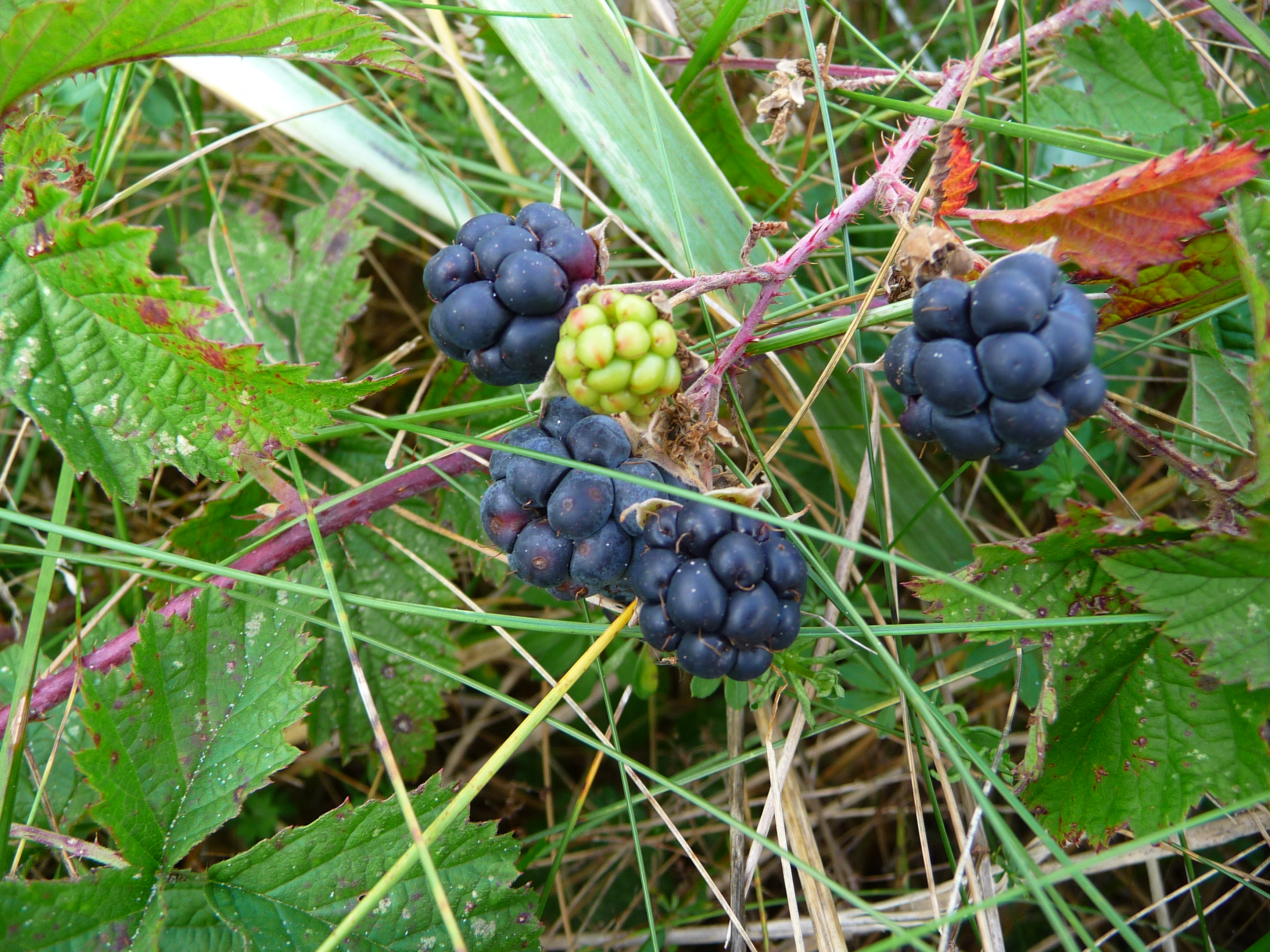
Blåhallon